# Люлин, Евгений Борисович
Евге́ний Бори́сович Лю́лин (род. 8 мая 1957, поселок Ялокша) — председатель законодательного собрания Нижегородской области с 29 октября 2020 года, вице-губернатор, первый заместитель председателя Правительства Нижегородской области (2011—2020).

## Биография
Родился 8 мая 1957 года в посёлке Ялокша Лысковского района Горьковской области.
В 1987 году окончил Всесоюзный заочный финансово-экономический институт по специальности «Планирование промышленности».
1974—1975 — авиационный завод им. С. Орджоникидзе, ученик токаря, токарь 2 разряда.
1975—1977 — служба в Советской армии.
1977—1981 — токарь 2 разряда, токарь 3 разряда на авиационном заводе имени С. Орджоникидзе.
1981—1988 — Московский РК ВЛКСМ, заместитель секретаря комитета ВЛКСМ ГАЗиСО, секретарь комитета, первый секретарь[чего?].
1988—1990 — Горьковский обком ВЛКСМ, первый и второй секретарь.
1990—1999 — Горьковское авиационное производственное объединение им. С. Орджоникидзе (с 1994 г. — ОАО НАЗ «Сокол»), начальник отдела по внешним экономическим связям, заместитель коммерческого директора-руководитель службы маркетинга, начальник службы маркетинга.
1999—1999 — ОАО «Волжская нефтехимическая компания», директор департамента маркетинга и внешнеэкономической деятельности, вице-президент по коммерции и маркетингу.
2000—2002 — ОАО «Сибур-Нефтехим», заместитель генерального директора, первый заместитель генерального директора.
2002—2007 — председатель Законодательного собрания Нижегородской области.
2007—2008 — заместитель генерального директора ООО «Лукойл-Энергогаз».
2008—2013 — генеральный директор ООО «Лукойл-Энергосети».
2013—2017 — заместитель губернатора, заместитель председателя правительства Нижегородской области.
С 28 февраля 2017 года по 25 сентября 2020 — вице-губернатор, первый заместитель председателя правительства Нижегородской области.
С 2021 года является президентом футбольного клуба «Химик» (Дзержинск).
Владеет немецким языком.

## Семья
Женат. имеет двоих детей.

## Награды
- Медаль «За трудовое отличие» (1986)
- Почетный Знак ВЛКСМ (1990)
- Медаль «За заслуги в проведении Всероссийской переписи населения» (2002)
- Медаль «Благотворитель земли Нижегородской» 1 степени (золотая) (2012)
- Орден Нижегородской области «За гражданскую доблесть и честь» III степени (2012)
- Медаль ордена «За заслуги перед Отечеством» II степени (2013)
- Орден Нижегородской области «За гражданскую доблесть и честь» II степени (2017)
- Орден Дружбы (2022) - за активную законотворческую деятельность и многолетнюю добросовестную работу [10]
- Почётный гражданин Нижегородской области (2022)
- Благодарность Президента Российской Федерации (2024)